# Jagir
Un jagir /jaguir/ és una terra concedida per l'Imperi Mogol i altres governs nadius de l'Índia abans de la independència, generalment com a recompensa per serveis i també com a donació gratuïta envers fidels, rebent a canvi serveis militars pel senyor, i algunes vegades d'impostos i productes. Els ostentadors d'aquestes terres s'anomenaren jagirdars.